# Антонио Мачадо
Антонио Мачадо и Руис (на испански: Antonio Machado y Ruiz) е испански поет и драматург, една от водещите фигури на литературното течение Поколение '98.

## Биография и творчество
Антонио Мачадо е роден през 1875 г. в Севиля в семейството на фолклориста Демофило, година след брат си Мануел Мачадо, също известен поет. Семейството се премества в Мадрид през 1883 г., където двамата братя учат в Institución Libre de Enseñanza.
След като получава бакалавърска степен в Мадрид, Антонио Мачадо е принуден работи различни неща, включително като актьор. През 1899 г. пътува с брат си до Париж, където работят като преводачи за френски издател. През този период той се запознава с френските поети символисти Жан Мореас, Пол Фор и Пол Верлен, както и с други известни фигури като Рубен Дарио и Оскар Уайлд.
През 1901 г. Антонио Мачадо публикува първите си стихотворения в литературното списание „Electra“. Първата му стихосбирка излиза през 1903 г. под заглавието „Soledades“. През следващите няколко години той постепенно я разширява, като през 1907 г. я издава отново със заглавие „Soledades. Galerías. Otros Poemas“.
През 1907 г. Антонио Мачадо е назначен за учител по френски в Сория. Там той се запознава с Леонор Искиердо, дъщеря на собствениците на общежитието, в което живее, и двамата се женят през 1909 г. По това време той е на 34, а тя на 15 години. В началото на 1911 г. двамата се преместват в Париж, но през лятото се установява, че Леонор е болна от туберкулоза. Те се връщат в Сория където тя умира на 1 август 1912 г.
Мачадо е съкрушен и напуска завинаги Сория, мястото, вдъхновило го за излязлата малко преди това стихосбирка „Campos de Castilla“. Той се премества в Баеса, където пише стихове, свързани със смъртта на Леонор, които са добавени в преработен вариант на „Campos de Castilla“.
От 1919 до 1931 г. Мачадо е учител по френски в Сеговия. Той се премества там, за да бъде по-близо до Мадрид, където живее брат му. Двамата работят заедно по няколко пиеси, които им донасят голяма популярност.
По време на преврата на Франсиско Франко през юли 1936 г. Антонио Мачадо се намира в Мадрид, като остава завинаги разделен от брат си, който се намира в териториите, контролирани от националистите. Антонио Мачадо е евакуиран, заедно с възрастната си майка и чичо, първо във Валенсия, а след това в Барселона. С отстъплението на републиканците те се прехвърлят във Франция.
Антонио Мачадо умира на 22 февруари 1939 г. в град Колиур, само три дни преди майка си.